# ときめきJAZZ喫茶
『ときめきJAZZ喫茶』（ときめきジャズきっさ）は、NHKラジオ第1放送で2004年3月29日から2007年3月21日まで放送された音楽番組である。

## 概要
NHKでは、以前からジャズ専門の番組をFM放送（『セッション505』など）で盛んに放送したが、ラジオ第1放送でも夏季、冬季に『真夏（真冬）の夜のジャズ喫茶』と題して、各界著名人のジャズ愛好家とジャズ演奏家を交えてライヴセッションを展開した特別番組が放送され、その反響の大きさから2004年3月29日より毎週月曜日の21:30 - 21:55の定時放送に昇格を果たした。2005年3月30日の回からは水曜日の同時間に枠移動し、2007年3月21日まで放送された。
番組はスタジオをジャズのライヴ喫茶に見立て、ジャズピアニスト・岸ミツアキがこの番組のために新たに書き下ろしたテーマソングで「開店」し、俳優・藤岡琢也と写真家・浅井慎平が隔週でマスターを務めた。主として藤岡はスタンダードナンバーと薀蓄を中心に、浅井はジャズをアレンジした曲とクレバーな語りを中心にした選曲・構成で、スタンダードジャズファンのみならず音楽愛好家なら存分に堪能できる仕掛けが取り入れられた。
構成およびプロデュースは木﨑徹。
2006年6月以後、藤岡が病気療養のため一時降板（同年10月20日没）し、林家正蔵（落語家）、渡辺裕之（俳優）、 弘兼憲史（漫画家）が代理マスターを務めた。藤岡没後の同年11月1日放送分は岸を交えて藤岡を偲ぶ特番として放送され、その中で「藤岡を今後も創業主オーナーとして記念していく」とコメントされた。それ以後、藤岡に代わるマスターには正蔵が就くこととなった。